# Референдумы в Швейцарии (1947)
Референдумы в Швейцарии проходили 18 мая и 6 июля 1947 года. Майский референдум проходил по гражданской инициативе относительно экономической реформы и трудовых прав и был отклонён. В июле на референдумы выносились поправки к экономическим статьям Конституции и федеральный закон о страховании по старости и потере кормильца. Оба июльских референдума были одобрены.

## Избирательная система
Референдум относительно экономической реформы  был гражданской инициативой, а конституционный референдум был обязательным и оба требовали двойного большинства для одобрения: избирателей и кантонов. Референдум по федеральному закону о страховании был факультативным и требовал для одобрения лишь большинство голосов избирателей.

## Результаты

### Май: Гражданская инициатива по экономической реформе
| Выбор                                | Общее голосование | Общее голосование | Кантоны | Кантоны | Кантоны |
| Выбор                                | Голосов           | %                 | Полных  | Полу-   | Всего   |
| ------------------------------------ | ----------------- | ----------------- | ------- | ------- | ------- |
| За                                   | 244 415           | 31,2              | 0       | 0       | 0       |
| Против                               | 539 244           | 68,8              | 19      | 6       | 22      |
| Пустых бюллетеней                    | 24 694            | –                 | –       | –       | –       |
| Недействительных бюллетеней          | 2 734             | –                 | –       | –       | –       |
| Всего                                | 811 088           | 100               | 19      | 6       | 22      |
| Зарегистрированных избирателей/ Явка | 1 364 771         | 59,4              | –       | –       | –       |
| Источник: Nohlen & Stöver            |                   |                   |         |         |         |

### Июль: Конституционные поправки
| Выбор                                | Общее голосование | Общее голосование | Кантоны | Кантоны | Кантоны |
| Выбор                                | Голосов           | %                 | Полных  | Полу-   | Всего   |
| ------------------------------------ | ----------------- | ----------------- | ------- | ------- | ------- |
| За                                   | 556 803           | 53,0              | 11      | 2       | 12      |
| Против                               | 494 414           | 47,0              | 8       | 4       | 10      |
| Пустых бюллетеней                    | 39 695            | –                 | –       | –       | –       |
| Недействительных бюллетеней          | 1 937             | –                 | –       | –       | –       |
| Всего                                | 1 092 849         | 100               | 19      | 6       | 22      |
| Зарегистрированных избирателей/ Явка | 1 371 760         | 79,7              | –       | –       | –       |
| Источник: Nohlen & Stöver            |                   |                   |         |         |         |

### Июль: Федеральный закон о страховании
| Выбор                                | Голосов   | %    |
| ------------------------------------ | --------- | ---- |
| За                                   | 862 036   | 80,0 |
| Против                               | 215 496   | 20,0 |
| Пустых бюллетеней                    | 13 573    | –    |
| Недействительных бюллетеней          | 1 744     | –    |
| Всего                                | 1 092 849 | 100  |
| Зарегистрированных избирателей/ Явка | 1 371 760 | 79,7 |
| Источник: Nohlen & Stöver            |           |      |